# فرانكي دوري
فرانكي دوري (11 أكتوبر 1957 في بلجيكا - ) هو مدرب كرة قدم ولاعب كرة قدم بلجيكي في مركز الوسط. لعب مع زولته فاريجيم.